# メルウェデ運河
メルウェーデ運河（蘭：Merwedekanaal）は、オランダのユトレヒトとホルクムを結ぶ全長35kmの運河のことである。 途中、レック川と平面交差している。

## 概要
メルウェデ運河はアムステルダムの東造船廠地区からホルクムまでを結ぶ運河として1881年に計画され、1892年より開削が開始された。1825年に開削された既存の水路であるKeulse Vaartの一部分を拡張してメルウェーデ運河に組み込んだ工区も存在する。また、ユトレヒトからレック川との交差部のVreeswijkまでは既存のVaartse Rijn運河を、レック川交差部からホルクムまでは既存のゼーデリック運河（Zederikkanaal）を流用している。しかし、アムステルダムからユトレヒトまでは全く新しい運河として開削された。
1931年にはメルウェーデ運河より高規格のアムステルダム・ライン運河が計画され、1952年にはアムステルダムからユトレヒトまでの区間は、アムステルダム・ライン運河の一部に組み込まれた。現在、ユトレヒトから南の部分が旧施設のまま残存しているのが、このメルウェーデ運河である。

## 構造・仕様

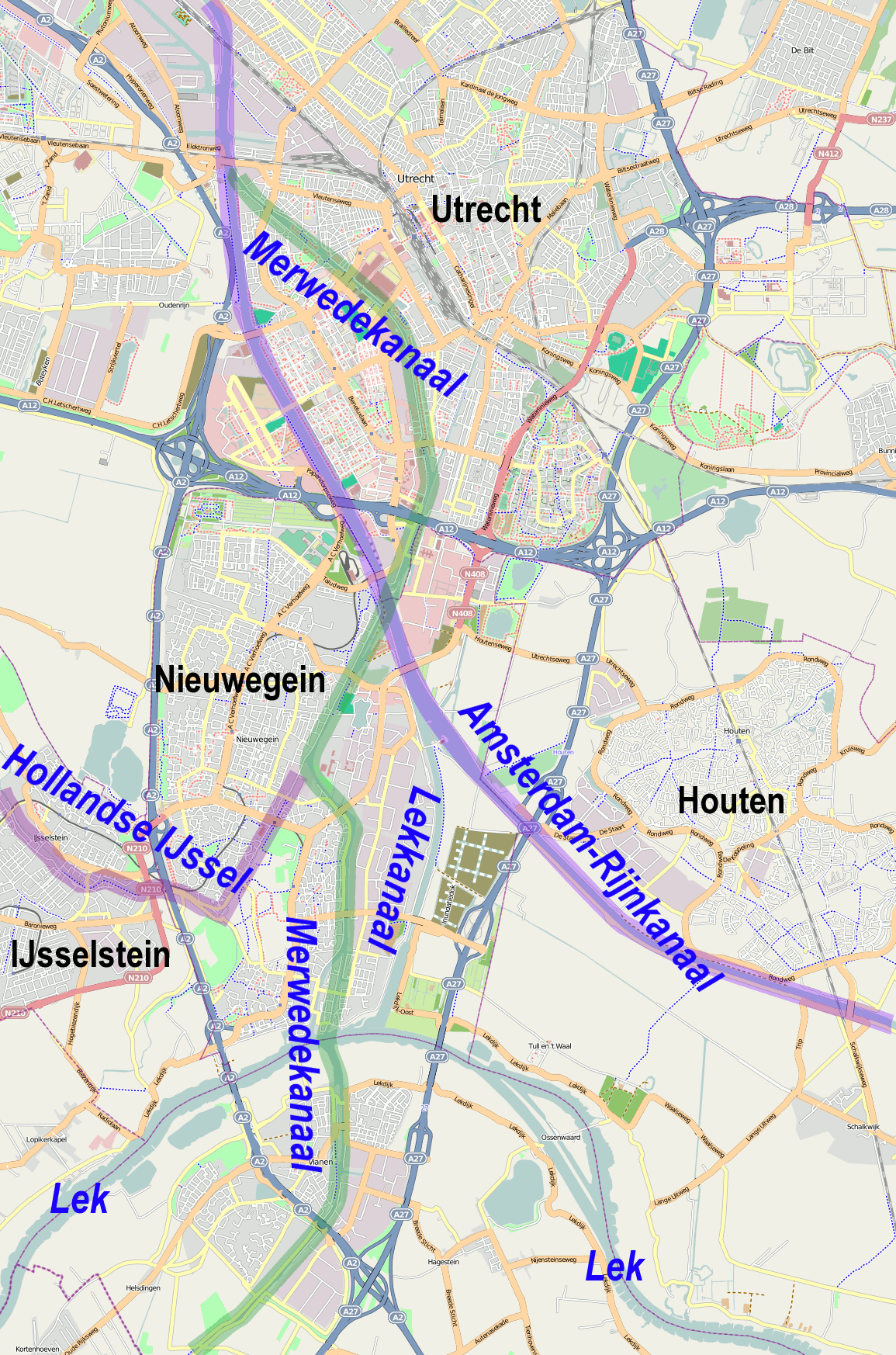
ユトレヒト付近詳細地図

- 全長 35 km

## 流域の自治体・都市
- ユトレヒト州：ユトレヒト、ニーウェヘイン、フィアネン
- 南ホラント州：ホルクム

## 施設等
ユトレヒトからホルクムに向かって、主な施設等を列挙する。
- アムステルダム・ライン運河からユトレヒトで分岐
- ムント閘門（Muntsluis）
- 北閘門（Noordersluis） - アムステルダム・ライン運河との平面交差部（北側）
- アムステルダム・ライン運河と平面交差
- 南閘門（Zuidersluis） - アムステルダム・ライン運河との平面交差部（南側）
- ホランセ・アイセル川がニーウェヘインで分岐する
- 女王閘門（Koninginnensluis）- レック川との平面交差部（北側）
- レック川とニーウェヘインの南で直角交差する
- フィアネン大閘門（Grote sluis Vianen）- レック川との平面交差部（南側）
- フローテ・メルウェーデ閘門（Grote Merwedesluis）- ボーフェン・メルウェーデ川との合流部